# Craseomys imaizumii
Craseomys imaizumii és una espècie de mamífer rosegador de la família dels cricètids. És endèmic del Japó. Originalment fou descrit com a subespècie de M. andersoni basant-se en els seus caràcters cranials i molars, però anàlisis genètiques dutes a terme a la dècada del 1990 indicaren que es tractava d'una espècie a part.
L'espècie fou anomenada en honor del zoòleg japonès Yoshinori Imaizumi.